# Ladies European Tour 2024
Navigation
Édition précédente Édition suivante
Le Ladies European Tour 2024 est la quarante-sixième édition du Ladies European Tour, circuit féminin de golf, qui se déroule du 7 février 2024 au 1er décembre 2024. Trente-deux tournois sont programmés.
Il s'agit en 2024 d'un des circuits professionnels au second échelon, derrière le LPGA Tour 2024 qui se trouve en 
circuit hégémonique du golf féminin se déroulant principalement aux États-Unis. Les autres circuits concurrentiels sont le LPGA of Japan Tour (circuit japonais), le LPGA of Korea Tour (circuit sud-coréen) et le WPGA Tour of Australasia (circuit océanique).

## Calendrier de la saison 2024
L'édition 2024 se déroule du 7 février 2024 au 1er décembre 2024.

### Tournois officiels
| Date       | Pays | Tournoi                                | Catégorie                          | Dotation      | Vainqueur individuel        | Points WWGR    |
| ---------- | ---- | -------------------------------------- | ---------------------------------- | ------------- | --------------------------- | -------------- |
| 11/02/2024 | KEN  | Magical Kenya Ladies Open              |                                    | 300,000 EUR   | Shannon Tan (1)             | 010.00         |
| 18/02/2024 | KSA  | Aramco Saudi Ladies International      | Évènement phare                    | 5,000,000 USD | Paphangkorn Tavatanakit (1) | 028.00         |
| 24/02/2024 | MAR  | Lalla Meryem Cup                       | Cf. Chp. Tour (Trophée Hassan II)  | 450,000 EUR   | Bronte Law (3)              | 015.50         |
| 10/03/2024 | USA  | Aramco Team Series – Tampa             | Aramco Team Series – En individuel | 500,000 USD   | Alexandra Försterling (3)   | 018.50         |
| 31/03/2024 | AUS  | Women's NSW Open                       | Cf. WPGA Tour of Australasia       | 300,000 EUR   | Mariajo Uribe (1)           | 012.00         |
| 21/04/2024 | RSA  | Joburg Ladies Open                     | Cf. Sunshine Ladies Tour           | 300,000 EUR   | Chiara Tamburlini (1)       | 08.00          |
| 28/04/2024 | RSA  | Investec South African Women's Open    | Cf. Sunshine Ladies Tour           | 320,000 EUR   | Manon De Roey (2)           | 08.00          |
| 12/05/2024 | KOR  | Aramco Team Series – Séoul             | Aramco Team Series – En individuel | 500,000 USD   | Kim Hyo-joo (n/a)           | 016.50         |
| 19/05/2024 | GER  | Amundi German Masters                  |                                    | 300,000 EUR   | Alexandra Försterling (4)   | 012.00         |
| 25/05/2024 | FRA  | Jabra Ladies Open                      |                                    | 300,000 EUR   | Morgane Métraux (2)         | 014.00         |
| 02/06/2024 | SWE  | Dormy Open Helsingborg                 |                                    | 300,000 EUR   | Perrine Delacour (1)        | 012.00         |
| 09/06/2024 | SWE  | Volvo Car Scandinavian Mixed           | Cf. European Tour – Tournoi mixte  | 2,000,000 USD | Linn Grant (6)              | 015.00         |
| 16/06/2024 | ITA  | Ladies Italian Open                    |                                    | 300,000 EUR   | Amy Taylor (1)              | 012.00         |
| 23/06/2024 | CZE  | Tipsport Czech Ladies Open             |                                    | 300,000 EUR   | Marta Martín (1)            | 010.00         |
| 30/06/2024 | SUI  | VP Bank Swiss Ladies Open              |                                    | 300,000 EUR   | Alice Hewson (2)            | 06.00          |
| 05/07/2024 | ENG  | Aramco Team Series – Londres           | Aramco Team Series – En individuel | 500,000 USD   | Leona Maguire (1)           | 018.00         |
| 14/07/2024 | FRA  | Amundi Evian Championship              | Cf. LPGA Tour – Tournoi majeur     | 6,500,000 USD | Ayaka Furue (2)             | 100.00         |
| 21/07/2024 | NED  | Dutch Ladies Open                      |                                    | 300,000 EUR   | Jana Melichová (2)          | 010.00         |
| 18/08/2024 | SCO  | Women's Scottish Open                  | Cf. LPGA Tour                      | 2,000,000 USD | Lauren Coughlin (n/a)       | 053.00         |
| 25/08/2024 | ENG  | AIG Women's Open                       | Cf. LPGA Tour – Tournoi majeur     | 9,000,000 USD | Lydia Ko (8)                | 100.00         |
| 01/09/2024 | IRL  | KPMG Women's Irish Open                |                                    | 400,000 EUR   | Annabel Dimmock (2)         | 015.50         |
| 22/09/2024 | ESP  | La Sella Open                          |                                    | 1,000,000 EUR | Helen Briem (1)             | 015.00         |
| 28/09/2024 | FRA  | Lacoste Ladies Open de France          |                                    | 375,000 EUR   | Chiara Tamburlini (2)       | 010.00         |
| 06/10/2024 | CHN  | Aramco Team Series – Shenzhen          | Aramco Team Series – En individuel | 500,000 USD   | Céline Boutier (6)          | 018.50         |
| 13/10/2024 | TWN  | Wistron Ladies Open                    |                                    | 1,000,000 USD | Chiara Tamburlini (3)       | 012.00         |
| 27/10/2024 | IND  | Hero Women's Indian Open               |                                    | 400,000 EUR   | Liz Young (2)               | 010.00         |
| 03/11/2024 | KSA  | Aramco Team Series – Riyad             | Aramco Team Series – En individuel | 500,000 USD   | Charley Hull (4)            | 017.50         |
| 23/11/2024 | ESP  | Mallorca Ladies Open                   |                                    | 410,000 EUR   | Tournoi annulé              | Tournoi annulé |
| 01/12/2024 | ESP  | Andalucia Costa Del Sol Open De España |                                    | 700,000 EUR   | Carlota Ciganda (8)         | 015.00         |

### Tournois non officiels
Bien qu'ils soient sur le calendrier, les tournois suivants n'apportent toutefois aucune dotation officielle ou points au classement Race To Costa Del Sol.
| Date       | Pays | Tournoi                            | Catégorie                        | Dotation    | Vainqueur(s)                                                                      | Points WWGR |
| ---------- | ---- | ---------------------------------- | -------------------------------- | ----------- | --------------------------------------------------------------------------------- | ----------- |
| 10/03/2024 | USA  | Aramco Team Series – Tampa         | Aramco Team Series – Par équipes | 500,000 USD | Pauline Roussin-Bouchard (c) Céline Herbin Meghan MacLaren LuJain Omar Khalil (a) | n/a         |
| 07/04/2024 | AUS  | Australian Women's Classic         | Cf. WPGA Tour of Australasia     | 300,000 USD | Nicole Broch Estrup Tsai Pei-ying Jess Whitting                                   | n/a         |
| 12/05/2024 | KOR  | Aramco Team Series – Séoul         | Aramco Team Series – Par équipes | 500,000 USD | Danielle Kang (c) Lily May Humphreys Tian Xiaolin Lee Kyu-ho (a)                  | n/a         |
| 05/07/2024 | ENG  | Aramco Team Series – Londres       | Aramco Team Series – Par équipes | 500,000 USD | Nastasia Nadaud (c) Kristýna Napoleaová Mireia Prat George Brooksbank (a)         | n/a         |
| 11/08/2024 | FRA  | Jeux olympiques – Épreuve féminine |                                  | n/a         | Lydia Ko                                                                          | 037.00      |
| 15/09/2024 | USA  | Solheim Cup                        |                                  | n/a         | États-Unis                                                                        | n/a         |
| 06/10/2024 | CHN  | Aramco Team Series – Shenzhen      | Aramco Team Series – Par équipes | 500,000 USD | Chiara Tamburlini (c) Lee-Anne Pace Lin Qianhui Peng Yanxuan (a)                  | n/a         |
| 03/11/2024 | KSA  | Aramco Team Series – Riyad         | Aramco Team Series – Par équipes | 500,000 USD | Chiara Tamburlini (c) Mimi Rhodes Anne-Charlotte Mora Tenniel Chu (a)             | n/a         |

## Classements saison 2024

### Ordre du mérite
| Rg. | Nationalité | Golfeuse                 | Détails des tournois | Détails des tournois | Détails des tournois | Points       |
| Rg. | Nationalité | Golfeuse                 | Vict.                | Tp10                 | Part.                | Points       |
| --- | ----------- | ------------------------ | -------------------- | -------------------- | -------------------- | ------------ |
| 1re | Suisse      | Chiara Tamburlini        | 3                    | 6                    | 23                   | 2 623,44 pts |
| 2e  | Belgique    | Manon De Roey            | 1                    | 7                    | 22                   | 1 850,21 pts |
| 3e  | France      | Pauline Roussin-Bouchard | 0                    | 5                    | 16                   | 1 474,68 pts |
| 4e  | Angleterre  | Bronte Law               | 1                    | 2                    | 18                   | 1 414,48 pts |
| 5e  | Singapour   | Shannon Tan              | 1                    | 3                    | 23                   | 1 391,61 pts |